# Ettmayerův dům

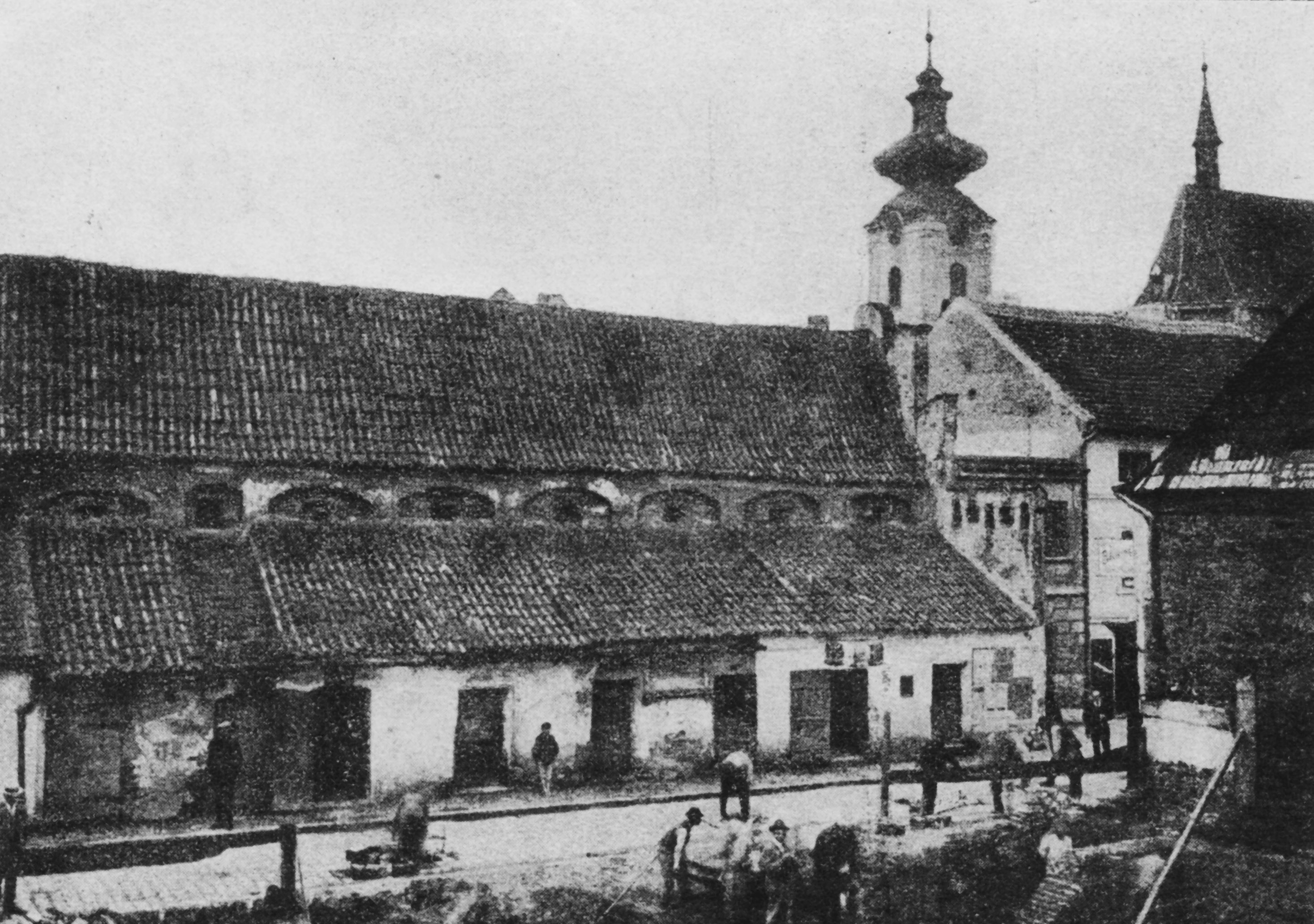
zbořeniště Ettmayerova domu (zřejmě 1911), přes ulici Masné krámy

Ettmayerův dům byla historická budova v Českých Budějovicích na severozápadním rohu Krajinské a Hroznové ulice. Zanikla na počátku 20. století.

## Architektura
Renezanční dům byl orientovaný průčelím do Krajinské, větší část však zasahovala do Hroznové. Průčelí podepíralo podloubí a zdobil jej stupňovitý štít s polovalbou. Na přelomu pozdní gotiky a renezance mohla být stupňovitá část vyšší.

## Historie
Roku 1906 využívali prostory v přední části domu jako obchodu se střižním zbožím Martin Kouba a Marie Šímová, po nich pak firma J. Zimmerhansl se stejným zaměřením. V Hroznové měl krupařství Kašpar Kouba a krejčovství František Koblas. Koncem 19. století byl majitelem domu Rudolf Ettmayer, před zbořením pak Martin Ettmayer.

## Zánik
V roce 1911 vypsalo ředitelství českobudějovické spořitelny (do té doby na adrese Krajinská 281/44) soutěž o návrh nové budovy. Téhož roku došlo ke zboření Ettmayerova domu (celkem zanikly 2 domy v Krajinské a 2 v Hroznové) a v letech 1912-1913 vznikla současná budova spořitelny (dnes využívána Komerční bankou). Při demolici domu byl na jednom ze stropních trámů nalezen vyřezaný nápis:
| „ | ANNO·1641·DEN·KON·UOR·IAKOBI·SEIN·HIE·OBKEPRUN·2·1·7·HAUS | “ |

Česky: Léta 1641 den před svatým Jakubem zde vyhořelo 217 domů. Nápis pravděpodobně nechal vytesat tehdejší majitel domu Petr Schnarcher při obnově po velkém požáru Českých Budějovic.